# Нігматуліна Венера Абдрахманівна
Венера Абдрахманівна Нігматуліна (каз. Венера Нығматулина, до шлюбу Ібрагімова; нар.. 10 серпня 1962, Алма-Ата) — радянська, казахська кіноактриса, директор кінофестивалю «Зірки Шакена». Заслужена діячка Казахстану (2013).

## Походження та навчання
Народилася 10 серпня 1962 року в Алма-Аті. Батько — Ібрагімов Махмуд Жусупули (народився в 1938 році), нині пенсіонер. Мати — Ібрагімова Жанат (1938 р.н.), пенсіонерка. Венера Закінчила режисерський факультет Ташкентського інституту культури у 1990 році за спеціальністю режисер театру і кіно. Почала зніматися під іменем Венера Ібрагімова.

## Діяльність
З 2002 по 2014 рік Венера Нігматуліна була генеральним директором кінофестивалю «Зірки Шакена» Продюсер,[джерело?] автор сценаріїв, ведуча телевізійних програм: «Програма 24», «Творчі портрети кінематографістів Казахстану», «Я Вам пишу…», продюсер повнометражного ігрового фільму «Хто Ви, пане Ка?» («Казахфільм», 2009).
Вона також автор сценарію і режисер документального фільму «Відчуття передчуття» («Казахфільм»). З 2002 по 2004 роки Венера Нігматуліна обіймала посаду віце-президент Спілки кінематографістів Казахстану. Також в цей час вона була членом експертно-виробничої комісії з відбору та випуску кінопродукції в Республіці Казахстан (2003).
Голова журі фестивалю спортивних фільмів, організованого в рамках Міжнародних спортивних ігор Агентством по спорту і туризму Республіки Казахстан (2003), який був організований Агентствами спорту та туризму РК та Міжнародними спортивними іграми.

## Творчість
Венера пробувала себе ведучою таких програм, як «Програма 24», «Творчі портрети кінематографістів Казахстану», «Я вам пишу…» та багатьох інших..

## Нагороди
Венера Нігматуліна нагороджена орденом «Құрмет» (2008), медаллю «Қазақстан Республикасының тәуелсіздігіне 10 жыл» (2001).
Член Спілки кінематографістів СРСР і Казахстану з 1987 року.

## Наукова діяльність
Венера Нігматуліна володіє російською та англійською мовами. Вона — доктор філософських наук за спеціальністю «Кіномистецтво» (2007).

## Родина
Від Талгата Нігматуліна Венера народила доньку Лінду, яка також стала актрисою.
У 1990-ті роки Венера Нігматуліна знову вийшла заміж — за Руслана Самархановича, майстра спорту з дзюдо. У цьому шлюбі вона народила двох синів: Ельдара (1998 р.н.) та Альтаїра (2000 р.н.) Розлучена. Старший син навчається в Празі.
Має чорний пояс по карате. У 2013 році була у складі журі консурсу «Діва Алмати-2013». У 2014 році знялася у ролику косметичної компанії Desheli.

## Фільмографія
Ролі в кіно:
- 1979 — Наречена для брата — Раушан
- 1980 — Неможливі діти — Айгуль
- 1981 — Провінційний роман — Гуля
- 1982 — Чужа п'ятірка — вчителька Насиба Каримовна
- 1983 — Вовча яма — Маріям, сестра Самата
- 1986 — Потерпілі претензій не мають
- 1987 — Зять із провінції — Алма
- 1988 — Всі ми трошки коні
- 1988 — Загибель в ім'я народження
- 1989 — Нокдаун
- 1990 — Східний коридор, або рекет по...
- 1991 — Жіноча тюряга — Мадіна Галієва[12]
- 1991 — Політ стріли
- 1992—1997 — Тарас Шевченко. Заповіт — Катя
- 1995—2000 — Перехрестя — Мадіна Умарова/ Зарема Смаїлова
- 2009 — Місто мрії — Алія Сабітова
- 2016 — Попелюшка Зорі (телесеріал) — Венера

Продюсер:
- 2009 — Хто ви, пане Ка?

Режисер:
- 1992 — «Презентація в ізоляції» (фільм)